# Société Anonyme des chemins de fer d'Anvers à Rotterdam

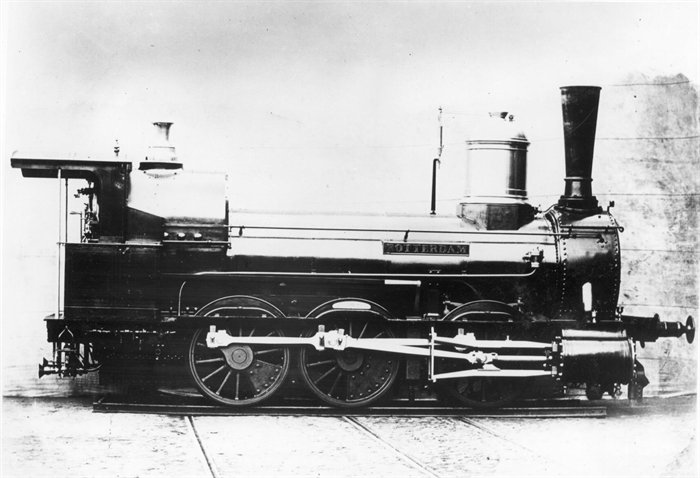
Locomotief 'Rotterdam' van de AR.

De Société Anonyme des chemins de fer d'Anvers à Rotterdam (Antwerpen-Rotterdamsche Spoorwegmaatschappij), afgekort AR, is een voormalige spoorwegmaatschappij. De AR werd opgericht op 18 november 1852 in Brussel met een kapitaal van 500.000 Frank. De AR exploiteerde de spoorlijn Antwerpen – Roosendaal – Moerdijk (geopend in 1854) en de aansluitende bootdienst naar Rotterdam, evenals de lijn Roosendaal – Breda (geopend in 1855). Vanaf 1 januari 1864 werd de dienst overgenomen door de Chemins de fer Grand Central Belge.